# المرأة الأديبة

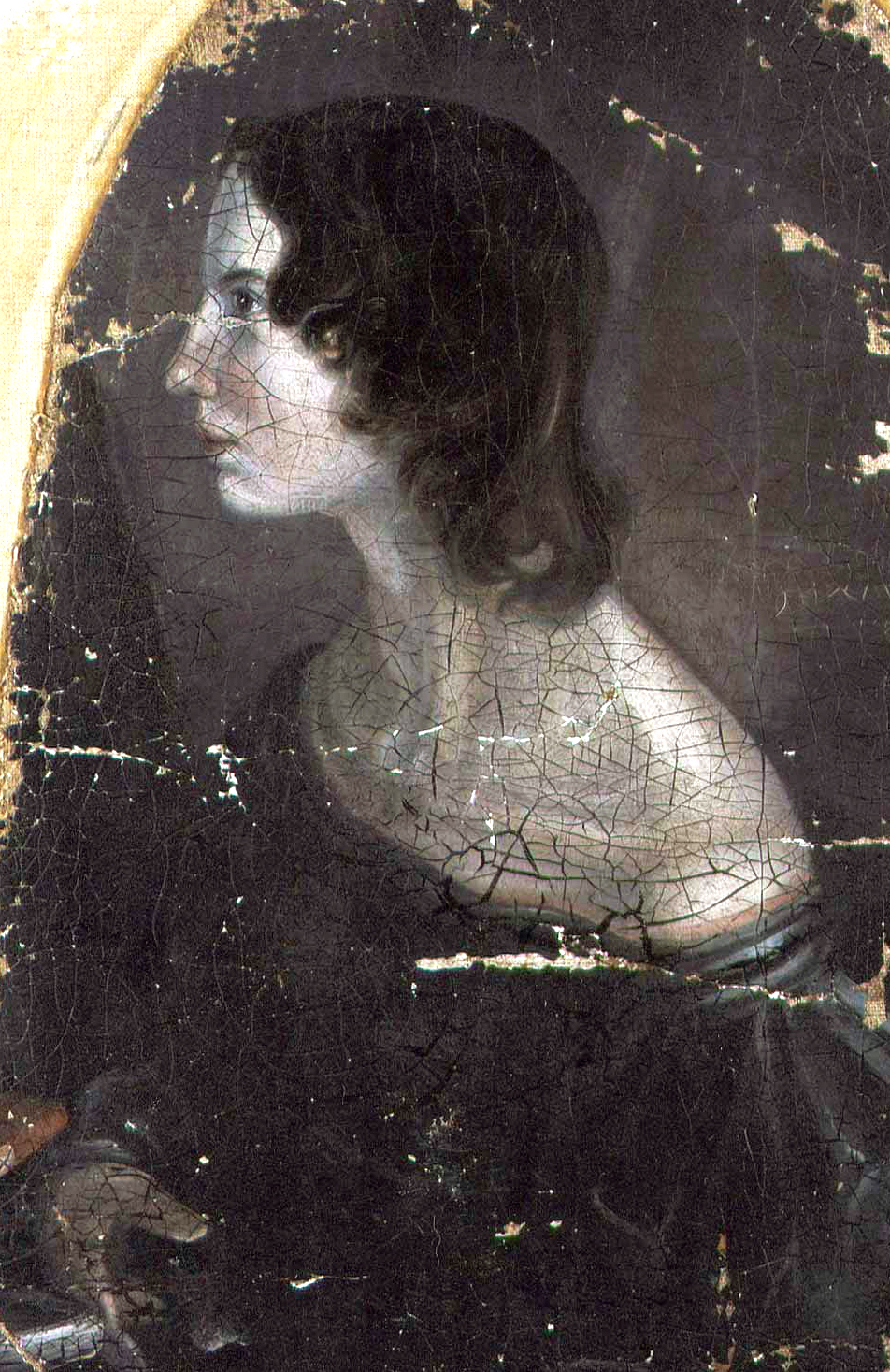
إيميلي برونتي الاسم الأدبي المستعار إليس بيل، مؤلفة مرتفعات ويذرنغ

المرأة الأديبة. هي المرأة الكاتبة، ظهر هذا المصطلح في القرن السابع عشر و القرن الثامن عشر، من خلال الدور التي لعبنه بعض النسوة المثقفات وصاحبات النفوذ، في الصالونات الأدبية التي تنظم في مكان يجتمع فيه الوسط الفكري للمناقشة.
لقد لعبت دورا سائدا قديما في عصر التنوير. في وضع تصور الفكر النسوي؛ فأثمر في الأخير إنشاءأول حركات نسوية.
في كتاب فيرجينيا وولـف؛ غرفة تخص المرء وحده، تحلل فيه تأثير حال النساء على العمل الفني للنساء الأديبات. تثبيط، مواهب بعض النساء الأديبات ليس سوى انعكاس واقع المجتع وحاله و ما يؤول إليه.

## تاريخ

### الأدب في نهاية العصر الحديث

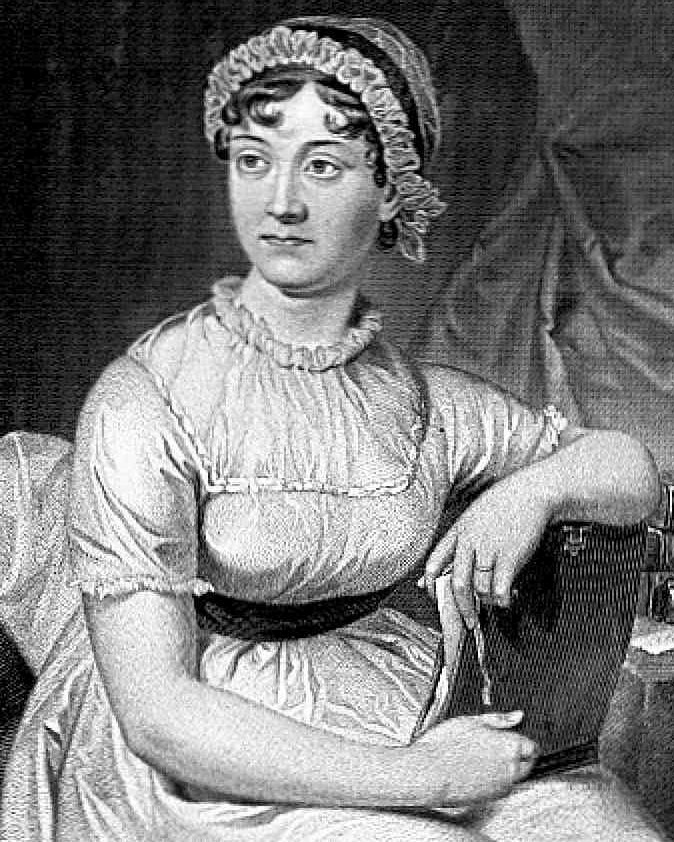
جين أوستن، العقل والعاطفة، نشر أنونيم 1811

النشاط الأدبي للنساء، في الأصل مقيد بالأفكار والتصورات الجنسية والبنية الاجتماعية للمجتمعات الغربية للعصور الحديثة والمعاصرة. وأعمال الأديبات غالبا ما ينتقد ويقلل، من معاصرين رجالا ونسوة. كان النشاط الأدبي للنساء اللواتي بصمن في هذه الفترة؛ ثم بعدها تشعبت الطرق، مثل منشور أنونيم (جين أوستن) أو استعارة أسماء أدبية ذكورية: الأخوات برونتي، جورج ساند، جورج إليوت.
بعد القرن السادس عشر، نسوة من طبقة النبلاء، مؤثرات ومثقفات نظمن صالونات أدب، أصبحت على مدى القرنيين التاليين أعلى صروح للحياة الثقافية. مساهماتهن في تطوير ونقل أفكار وتنويرات و الحياة الباريسية والأروبية هي إذا غالب المضامين. كاتبات مثل مادلين التي تعرف أكثر باسمها الأدبي المستعار «سافو» هي مثالا في مجال الأدب بعض مؤلفاتها نشرت باسم أخيها.
تبادل المراسلات هو أيضا نشاط أدبي يمارسونه، أصبحت بعض الروايات المعاصرة مشهورة؛ وتتطور إلى نوع أدبي حقيقي تميز روايات الرسائل، مثال على ذلك الكاتبة ماري دي سيفينيه التي كتبت في القرن السابع عشر، تم نشر رسائلها سرا في عام 1725، ونشرت رسميا من قبل حفيدته في عام 1734-1737 وعام 1754 ونالت شعبية كبيرة.
كتابة هؤلاء النسوة تحمل في الأدب رؤية نسوية خاصة، مزاح بسيط مع انتقاد لادع للشخصيات أو الهياكل الاجتماعية في وقتهن، مع هذه الكتابة تظهر أيضا أول تصورات لعصرهن التي أوصلت إلى ميلاد الحركة النسوية.
هؤلاء النسوة وكتابتهم في بعض الأحيان تنتقد بشدة من الجنسين بسبب وضعهن الأنوثي، الناقد الأديب صمويل جونسون يقارن أيضا النساء الدعاة في (كلب في الرقص: كنت مندهش لرؤيته فهم دورا؛ ولكن رقصته لاتزال عرجاء وسيئة) و مع ذلك، هذا النقد يندرج في سياق محدد خاص بالمجتمع الإنجليزي في القرن الثامن عشر.
البعض الآخر هم أحسن ترحيب وهو موضوع لحقيقية الاعتراف الأدبي والاجتماعي. على الرغم المظهر أحيانا مدمر من كتابتهن وجها لوجه المجتمع البطريركية والرجولة في وقتهن، مادلين دى سكيديري أول امرأة تحصل على جائزة بلاغة في الأكاديمية الفرنسية.